# Campionats Panamericans de ciclisme en pista
Els Campionats Panamericans de ciclisme en pista són els campionats continentals d'Amèrica de ciclisme en pista. Consten de diferents proves tant en categoria masculina com femenina. La Confederació Panamericana de ciclisme és l'encargada de la seva organització. La primera edició es disputà el 1974, i fins al 1980 fou bianual.

## Palmarès masculí

### Quilòmetre contrarellotge
| Any  | Campió             | 2n                   | 3r                    |
| 1974 | Ottavio Dazzan     | Richard Tormen       | Leslie Rawlins        |
| 1976 | Miguel Margalef    | Richard Tormen       | Anthony Sellier       |
| 1978 |                    | Jairo Meneses        |                       |
| 1980 | Marcelo Alexandre  |                      |                       |
| 1981 | Marcelo Alexandre  | José Antonio Urquijo | Hans Fischer          |
| 1990 | Mario Pons         | Alexis Marcel        | José Julián Velásquez |
| 1994 | Gene Samuel        | Ángel Darío Colla    | Sergio Rolando        |
| 2000 | Jim Fisher         | Julio César Herrera  | Doug Baron            |
| 2001 | Michell Pedroso    | Jim Fisher           | Enzo Cesario          |
| 2004 | Christian Stahl    | Alexander Cornelies  | Adam Duvendeck        |
| 2005 | Wilson Meneses     | Sergio Guatto        | Travis Smith          |
| 2006 | Cam MacKinnon      | Julio César Herrera  | Matt Barlee           |
| 2007 | Ahmed López        | Pablo Seisdedos      | Yasmani Poll          |
| 2008 | Marzuki Mejía      | Azikiwe Kellar       | Carlos Carrasco       |
| 2009 | Jimmy Watkins      | Leonardo Narváez     | Travis Smith          |
| 2010 | Cristopher Sellier | Travis Smith         | Ángel Pulgar          |
| 2011 | Ángel Pulgar       | Travis Smith         | Fabián Puerta         |
| 2012 | Quincy Alexander   | Kevin Mansker        | Matías Gatto          |
| 2013 | Fabián Puerta      | Ángel Pulgar         | Anderson Parra        |
| 2014 | Ángel Pulgar       | Anderson Parra       | Santiago Ramírez      |
| 2015 | Santiago Ramírez   | Ángel Pulgar         | Anderson Parra        |
| 2016 | Santiago Ramírez   | Diego Peña           | Stefan Ritter         |
| 2017 | Fabián Puerta      | Santiago Ramírez     | Quincy Alexander      |

### Keirin
| Any  | Campió              | 2n                  | 3r               |
| 1994 | Marcelo Arrué       | Flavio Guidoni      | Gene Samuel      |
| 2000 | Juan José Haedo     | John Jaime González | Doug Baron       |
| 2001 | Barry Forde         | Michell Pedroso     |                  |
| 2004 | Giddeon Massie      | Rubén Osorio        | Leonardo Narváez |
| 2005 | Barry Forde         | José Sochón         | Kevin Belz       |
| 2006 | Leandro Botasso     | Hernan Sánchez      | Ahmed López      |
| 2007 | Julio César Herrera | Travis Smith        | Ricardo Lynch    |
| 2008 | Christopher Sellier | Diego Vargas        | Elisha Greene    |
| 2009 | Jonathan Marín      | Jimmy Watkins       | Leonardo Narváez |
| 2010 | Hersony Canelón     | Barry Forde         | Leonardo Narváez |
| 2011 | Fabián Puerta       | Hersony Canelón     | Cristian Tamayo  |
| 2012 | Fabián Puerta       | Leandro Botasso     | Travis Smith     |
| 2013 | Fabián Puerta       | Santiago Ramírez    | Leandro Botasso  |
| 2014 | Fabián Puerta       | Hugo Barrette       | Hersony Canelón  |
| 2015 | Fabián Puerta       | Hersony Canelón     | Kacio Fonseca    |
| 2016 | Fabián Puerta       | Leandro Bottasso    | Kwesi Browne     |
| 2017 | Fabián Puerta       | Hugo Barrette       | Leandro Bottasso |

### Velocitat individual
| Any  | Campió                  | 2n                      | 3r                    |
| 1974 | Ottavio Dazzan          | Enrique Álvarez         | Enrique Barrera       |
| 1976 | Leslie Rawlins          | Ian Atherley            | Julio César Echeverri |
| 1978 | Jairo Meneses           | Rudolph Xavier Mirander | Ian Atherley          |
| 1980 | Marcelo Óscar Alexandre | Aníbal Montes           | José Antonio Urquijo  |
| 1981 | Marcelo Óscar Alexandre | José Antonio Urquijo    | Jairo Meneses         |
| 1988 | Mario Pons              |                         |                       |
| 1990 | Marcelo Arrué           | Mario Pons              | José María Lovito     |
| 1994 | Marcelo Arrué           |                         |                       |
| 2000 | Barry Forde             | Alexander Cornieles     | Julio César Herrera   |
| 2001 | Barry Forde             | Steen Madsen            | Michell Pedroso       |
| 2004 | Giddeon Massie          | Jonathan Marín          | Alexander Cornieles   |
| 2005 | Barry Forde             | Kevin Belz              | Michael Blatchflord   |
| 2006 | Stephen Alfred          | Travis Smith            | Giddeon Massie        |
| 2007 | Michael Blatchflord     | Julio César Herrera     | Hernán Sánchez        |
| 2008 | Jonathan Marín          | Rodrigo Barros          | Christopher Sellier   |
| 2009 | Leonardo Narváez        | Travis Smith            | Alejandro Mainat      |
| 2010 | Travis Smith            | Njisane Phillip         | Leonardo Narváez      |
| 2011 | Hersony Canelón         | Jimmy Watkins           | Njisane Phillip       |
| 2012 | Njisane Phillip         | Hersony Canelón         | Fabián Puerta         |
| 2013 | Hersony Canelón         | Joseph Veloce           | Santiago Ramírez      |
| 2014 | Hersony Canelón         | Fabián Puerta           | Santiago Ramírez      |
| 2015 | Fabián Puerta           | Njisane Phillip         | Hugo Barrette         |
| 2016 | Fabián Puerta           | Jair Tjon En Fa         | Santiago Ramírez      |
| 2017 | Hugo Barrette           | Fabián Puerta           | Jair Tjon En Fa       |

### Velocitat per equips
| Any  | Campió                                                            | 2n                                                                    | 3r                                                                         |
| 2000 | Estats Units · John Weir · Nathan Rogut · Giddeon Massie          | Trinitat i Tobago · Michael Phillips · Ako Kellar · Elisha Greene     | Barbados · Shawn Kelly · Barry Forde · John Cumberbatch                    |
| 2001 | Canadà · Lars Madsen · Steen Madsen · Doug Baron · Jim Fisher     | Colòmbia                                                              | Xile                                                                       |
| 2004 | Veneçuela                                                         | Estats Units · Giddeon Massie · Adam Duvendeck · Christian Stahl      | Colòmbia                                                                   |
| 2005 | Cuba · Julio César Herrera · Reiner Cartaya · Ahmed López         | Canadà · Cam Mackinnon · Travis Smith · Yannik Morin                  | Estats Units · Michael Blatchflord · Steven Alfred · Kevin Belz            |
| 2006 | Cuba · Julio César Herrera · Yasmani Poll · Alexis Sotolongo      | Argentina · Darío Grosso · Leandro Botasso · Sergio Guatto            | Estats Units · Michael Blatchflord · Steven Alfred · Giddeon Massie        |
| 2007 | Cuba · Julio César Herrera · Yasmani Poll · Ahmed López           | Estats Units · Michael Blatchflord · Adam Duvendeck · Kevin Selker    | Canadà · Cam Mackinnon · Lawrence Leroux · Yannik Morin                    |
| 2008 | Xile · Cristián Concha · Pablo Concha · Cristopher Mansilla       | Trinitat i Tobago · Christopher Sellier · Azikiwe Kellar · Ako Kellar | Guatemala · José Sochón · Gabriel Pellecer · Daniel Cuté                   |
| 2009 | Colòmbia · Leonardo Narváez · Jonathan Marín · Diego Gutiérrez    | Canadà · Joseph Veloce · Lawrence Leroux · Stéphane Cossette          | Xile · Cristián Concha · Pablo Concha · Cristopher Mancilla                |
| 2010 | Colòmbia · Leonardo Narváez · Cristian Tamayo · Fabián Puerta     | Veneçuela · César Marcano · Ángel Pulgar · Hersony Canelón            | Trinitat i Tobago · Njisane Phillip · Azikiwe Kellar · Christopher Sellier |
| 2011 | Colòmbia · Cristian Tamayo · Fabián Puerta · Jonathan Marín       | Estats Units · Dean Tracy · Jimmy Watkins · Michael Blatchford        | Veneçuela · Angel Pulgar · Hersony Canelón · César Marcano                 |
| 2012 | Estats Units · Michael Blatchford · Jimmy Watkins · Kevin Mansker | Canadà · Joseph Veloce · Travis Smith · Hugo Barrete                  | Veneçuela · Angel Pulgar · Hersony Canelón · César Marcano                 |
| 2013 | Veneçuela · César Marcano · Ángel Pulgar · Hersony Canelón        | Canadà · Joseph Veloce · Stéphane Cossette · Hugo Barrette            | Estats Units · Kevin Mansker · Nathan Koch · Matthew Baranoski             |
| 2014 | Veneçuela · César Marcano · Ángel Pulgar · Hersony Canelón        | Colòmbia · Rubén Darío Murillo · Fabián Puerta · Santiago Ramírez     | Brasil · Dieferson Borges · Kacio Fonseca · Flávio Cipriano                |
| 2015 | Veneçuela · César Marcano · Ángel Pulgar · Hersony Canelón        | Canadà · Hugo Barrette · Joseph Veloce · Evan Carey                   | Brasil · Hugo Osteti · Kacio Fonseca · Flávio Cipriano                     |
| 2016 | Colòmbia · Rubén Darío Murillo · Fabián Puerta · Santiago Ramírez | Argentina · Leandro Bottasso · Pablo Perruchoud · Juan Pablo Serrano  | Canadà · Patrice Pivin · Joel Archambault · Stefan Ritter                  |
| 2017 | Colòmbia · Rubén Darío Murillo · Fabián Puerta · Santiago Ramírez | Trinitat i Tobago · Kwesi Browne · Njisane Phillip · Nicholas Paul    | Argentina · Leandro Bottasso · Pablo Perruchoud · Juan Pablo Serrano       |

### Persecució individual
| Any  | Campió            | 2n                 | 3r                    |
| 1976 | Balbino Jaramillo |                    |                       |
| 1978 | Balbino Jaramillo |                    |                       |
| 1984 | Balbino Jaramillo |                    |                       |
| 1990 | Eduardo Graciano  | Manuel Youshimatz  | Noel de la Cruz       |
| 1994 | Walter Pérez      |                    | Carlos Alberto Suárez |
| 2000 | Víctor Hugo Peña  | Guillermo Brunetta | Marco Arriagada       |
| 2001 | Edgardo Simón     | Guillermo Brunetta | Marco Arriagada       |
| 2004 | Sebastián Cancio  | Tomás Gil          | Fernando Antogna      |
| 2005 | Edgardo Simón     | Marco Arriagada    | Brad Huff             |
| 2006 | Carlos Alzate     | Zachary Bell       | Fernando Antogna      |
| 2007 | Carlos Alzate     | Tomás Gil          | Jorge Contreras       |
| 2008 | Svein Tuft        | Fernando Antogna   | Jaime Suaza           |
| 2009 | Jairo Pérez       | Fernando Antogna   | Jaime Suaza           |
| 2010 | Juan Pablo Suárez | Juan Arango        | Eduardo Sepúlveda     |
| 2011 | Arles Castro      | Juan Arango        | Gonzalo Miranda       |
| 2012 | Gideoni Monteiro  | Mauro Agostini     | Carlos Linares        |
| 2013 | Eduardo Sepúlveda | Mauro Agostini     | Jhonathan Restrepo    |
| 2014 | Robert Lea        | Mauro Agostini     | Víctor Moreno         |
| 2015 | Jhonatan Restrepo | Sean MacKinnon     | Edward Veal           |
| 2016 | Eduardo Estrada   | Jay Lamoureux      | Edison Bravo          |
| 2017 | Derek Gee         | Jay Lamoureux      | Ignacio Prado         |

### Persecució per equips
| Any  | Campió                                                                                     | 2n                                                                                                 | 3r                                                                                          |
| 1974 | Colòmbia · Jorge Hernández · Luis Hernán Díaz · José Jaime Galeano · Alvaro Bejerano       | Mèxic · Francisco Javier Huerta · Francisco Vasquez · Manuel Cejas · Jorge Espinosa                | Veneçuela · Vicente Laguna · Celso Rivero · José Luis Ollarve · Gregorio Herrera            |
| 1976 | Mèxic · Francisco Javier Huerta · Ruben Camacho · Luis Rosendo Ramos · Ernesto Hernández   | Colòmbia · Jorge Hernández · Héctor Julio Mayorga · José Jaime Galeano · Jhon Quicen               | Uruguai · Waldemar Pedrazzi · Miguel Óscar Margalef · Victor Hugo González                  |
| 1978 | Cuba · Reynaldo Cabrera · Antonio Madera · Juan Rivera · Gustavo Vázquez                   | Colòmbia · Óscar Gálvez · Mauricio Mosquera · José Jaime Galeano · José Dario Hernández            | Mèxic · Gregorio Gámez · Ruben Camacho · Luis Rosendo Ramos · Ernesto Hernández             |
| 1980 | Argentina · Pedro Omar Caino · Eduardo Trillini · Omar Roberto Richeze · Nestor Montabilet | Brasil · Hans Fischer · Fernando de Almeida Louro · José Carlos De Lima · Antonio Carlos Silvestre | Xile · Fernando Vera · Sérgio Aliste · Roberto Muñoz · Richard Tormen                       |
| 1981 | Argentina · Pedro Omar Caino · Eduardo Trillini · Juan Carlos Haedo · Gustavo Kucich       | Colòmbia · Humberto Velasco · Corley Uribe · Efrain Helder Domínguez · José Dario Hernández        | Mèxic · Carlos Hernández · José Manuel Youshimatz · Octavio López · Jose Luis Rico          |
| 1982 |                                                                                            | Colòmbia                                                                                           |                                                                                             |
| 1990 | Cuba · Rigoberto Rielo · Noel de la Cruz · Alexis Marcel · Conrado Cabrera                 | Colòmbia · Leonardo Cardona · Gustavo Yusti · Jorge Iván Casas · Fernando Sierra                   | Xile · Miguel Droguett · Iván Henríquez · Freddy Aquea · Óscar Ortiz                        |
| 1994 | Argentina · Walter Pérez · Ángel Darío Colla · Edgardo Simón · Sergio Giovachini           | Cuba · Iosvani Domínguez · Eugenio Castro · Iván Domínguez · Héctor Ajete                          | Xile · José Medina · Luis Fernando Sepúlveda · Manuel Arriagada · Víctor Garrido            |
| 1996 | Colòmbia · Marlon Pérez                                                                    | |                                                                                             |
| 2000 | Colòmbia · Marlon Pérez · Víctor Hugo Peña · Giovanni López · John Durango                 | Xile · Richard Rodríguez · Antonio Cabrera · Francisco Cabrera · Marco Arriagada                   | Argentina · Oscar Villalobos · Ezequiel Romero · Facundo Bazzi · Guillermo Brunetta         |
| 2001 | Xile · Antonio Cabrera · Marco Arriagada · Luis Fernando Sepúlveda · Marcelo Arriagada     | Argentina · Guillermo Brunetta · Ezequiel Romero · Edgardo Simón · Juan Curuchet                   | Colòmbia · Arles Castro · José Serpa · John Durango · John Fredy Parra                      |
| 2004 | Colòmbia · José Serpa · Rafael Infantino · Juan Suárez · Andrés Rodríguez                  | Veneçuela · Richard Ochoa · Tomás Gil · Isaac Cañizales · Franklin Raúl Chacón                     | Xile · Enzo Cesario · Gonzalo Miranda · Francisco Cesario · José Aravena                    |
| 2005 | Xile · Marco Arriagada · Gonzalo Miranda · Luis Sepúlveda · Enzo Cesario                   | Argentina · Edgardo Simón · Sebastián Cancio · Fernando Antogna · César Sigura                     | Colòmbia · Carlos Alzate · José Serpa · Alexander González · Carlos Quintero                |
| 2006 | Xile · Antonio Cabrera · Gonzalo Miranda · Luis Sepúlveda · Enzo Cesario                   | Argentina · Guillermo Brunetta · Jorge Pi · Fernando Antogna · César Sigura                        | Veneçuela · Isaac Cañizáles · Tomás Gil · Andris Hernández · Frederick Segura               |
| 2007 | Colòmbia · Juan Pablo Forero · Arles Castro · Carlos Alzate · Jairo Pérez                  | Veneçuela · Tomás Gil · Richard Ochoa · Franklin Chacón · Yosbang Rojas                            | República Dominicana · Augusto Sánchez · Jorge Pérez · Euri Vidal · Rafael Meran            |
| 2008 | Colòmbia · Jaime Suaza · Edwin Avila · Weimar Roldán · Carlos Urán                         | Xile · Luis Mansilla · Antonio Cabrera · Gonzalo Miranda · Raúl Bravo                              | Argentina · Edgardo Simón · Fernando Antogna · Mauro Agostini · Marcos Crespo               |
| 2009 | Colòmbia · Jairo Pérez · Jaime Suaza · John Fredy Parra · Juan Pablo Suárez                | Xile · Pablo Seisdedos · Luis Mansilla · Antonio Cabrera · José Medina ·                           | Cuba · Reldys Pérez · Rubén Campanioni · Jans Carlos Arias · Pedro Sibila                   |
| 2010 | Colòmbia · Juan Pablo Suárez · Arles Castro · Weimar Roldán · Edwin Ávila                  | Xile · Enzo Cesario · Pablo Seisdedos · Antonio Cabrera · Luis Mansilla                            | Cuba · Pedro Sibila · Reldys Pérez · Jans Carlos Arias · Rubén Campanioni                   |
| 2011 | Colòmbia · Juan Arango · Edwin Avila · Arles Castro · Weimar Roldán                        | Xile · Antonio Cabrera · Gonzalo Miranda · Luis Mansilla · Luis Sepúlveda                          | Argentina · Eduardo Sepúlveda · Maximiliano Almada · Cristian Martínez · Marcos Crespo      |
| 2012 | Xile · Antonio Cabrera · Luis Sepúlveda · Gonzalo Miranda · Pablo Seisdedos                | Brasil · Gideoni Monteiro · Thiago Nardin · Armando Camargo · Leandro Silva                        | Argentina · Walter Pérez · Maximiliano Almada · Mauro Agostini · Marcos Crespo              |
| 2013 | Argentina · Walter Pérez · Maximiliano Richeze · Mauro Richeze · Eduardo Sepúlveda         | Colòmbia · Fernando Gaviria · Jhonathan Restrepo · Jordan Parra · Sebastián Molano                 | Mèxic · José Alfredo Aguirre · Edibaldo Maldonado · Ramón Aguirre · Diego Yepez             |
| 2014 | Colòmbia · Brayan Sánchez · Jhonathan Restrepo · Arles Castro · Sebastián Molano           | Argentina · Walter Pérez · Juan Darío Merlos · Mauro Richeze · Mauro Agostini                      | Veneçuela · Isaac Yaguaro · Manuel Briceño · Randal Figueroa · Víctor Moreno · Máximo Rojas |
| 2015 | Colòmbia · Juan Esteban Arango · Jhonathan Restrepo · Arles Castro · Jordan Parra          | Canadà · Edward Veal · Rémi Pelletier-Roy · Aidan Caves · Sean MacKinnon                           | Xile · Luis Fernando Sepúlveda · Cristián Cornejo · Elías Tello · Felipe Peñalosa           |
| 2016 | Colòmbia · Juan Esteban Arango · Brayan Sánchez · Eduardo Estrada · Wilmar Paredes         | Canadà · Ed Veal · Aidan Caves · Jay Lamoureux · Adam Jamieson                                     | Xile · Antonio Cabrera · Edison Bravo · Nicolas González · Diego Ferreyra                   |
| 2017 | Canadà · Aidan Caves · Jay Lamoureux · Derek Gee · Bayley Simpson                          | Estats Units · Eric Young · Logan Owen · Daniel Summerhill · Adrian Hegyvary                       | Xile · Elías Tello · Luis Fernando Sepúlveda · Cristian Cornejo · Antonio Cabrera           |

### Cursa per punts
| Any  | Campió                  | 2n                    | 3r                      |
| 1978 | Jaime Galeano           |                       |                         |
| 1984 | Balbino Jaramillo       |                       |                         |
| 1990 | Manuel Youshimatz       | Miguel Droguett       | Leonardo Cardona        |
| 1992 | Fernando Sierra         |                       |                         |
| 1994 | Leonardo Cardona        | Milton Wynants        | Hernandes Quadri Júnior |
| 2000 | Hernandes Quadri Júnior | José Sánchez          | Marlon Pérez            |
| 2001 | Marco Arriagada         | Leonardo Duque        | José Sánchez            |
| 2004 | Richard Ochoa           | Gonzalo Miranda       | Sebastián Cancio        |
| 2005 | Juan Curuchet           | Marco Arriagada       | John Fredy Parra        |
| 2006 | Andris Hernández        | Michel Fernández      | Jairo Pérez             |
| 2007 | Arles Castro            | Andris Hernández      | Carlos Hernández        |
| 2008 | Svein Tuft              | Daniel Holloway       | Antonio Cabrera         |
| 2009 | Juan Pablo Suárez       | Carlos Hernández      | Jairo Pérez             |
| 2010 | Weimar Roldán           | Jorge Luis Montenegro | Ramón Aguirre           |
| 2011 | Edwin Avila             | Pablo Seisdedos       | Yans Carlos Arias       |
| 2012 | Edison Bravo            | Fabrizio Von Nacher   | Juan Gáspari            |
| 2013 | Máximo Rojas            | Jan Carlos Arias      | Manuel Rodas            |
| 2014 | Luis Mansilla           | Manuel Briceño        | Robert Lea              |
| 2015 | Luis Fernando Sepúlveda | Sean MacKinnon        | Juan Ignacio Curuchet   |
| 2016 | Juan Esteban Arango     | Manuel Rodas          | Rubén Ramos             |
| 2017 | Eric Young              | Antonio Cabrera       | Edwin Ávila             |

### Scratch
| Any  | Campió                | 2n                  | 3r                      |
| 2004 | Ángel Darío Colla     | Gonzalo Miranda     | Isaac Cañizales         |
| 2005 | Ángel Darío Colla     | José Aravena        | Walter Pérez            |
| 2006 | Walter Pérez          | Ángel Darío Colla   | José Aravena            |
| 2007 | Luis Mansilla         | Máximo Rojas        | Cristian Clavero        |
| 2008 | Ángel Darío Colla     | Luis Mansilla       | Cody O'Reilly           |
| 2009 | Pablo Seisdedos       | Ángel Darío Colla   | Mario Alberto Contreras |
| 2010 | Carlos Ospina         | Cody O'Reilly       | Luis Mansilla           |
| 2011 | Carlos Urán           | Cristopher Mansilla | Angel Darío Colla       |
| 2012 | Robert Lea            | Pablo Seisdedos     | Darren Matthews         |
| 2013 | Maximiliano Richeze   | Jan Carlos Arias    | Máximo Rojas            |
| 2014 | Jorge Luis Montenegro | Luis Mansilla       | Cristopher Mansilla     |
| 2015 | Ignacio Prado         | Aidan Caves         | Cristopher Mansilla     |
| 2016 | Alfredo Santoyo       | Zak Kovalcik        | Edwin Sutherland        |
| 2017 | Hugo Velázquez        | Bryan Gómez         | Clever Martínez         |

### Madison
| Any  | Campió                                            | 2n                                                     | 3r                                                        |
| 2000 | Colòmbia · John Durango · Giovanni López          | Argentina · Ezequiel Romero · Mario Giménez            | Xile · Richard Rodríguez · Francisco Cabrera              |
| 2001 | Colòmbia · Leonardo Duque · Víctor Herrera        | Xile                                                   | Argentina · Juan Curuchet · Gabriel Curuchet              |
| 2004 | Colòmbia · José Serpa · John Fredy Parra          | Guatemala · Miguel Pérez · David Calanche              | Xile · Enzo Cesario · José Aravena                        |
| 2005 | Argentina · Juan Curuchet · Walter Pérez          | Xile · Enzo Cesario · Luis Sepúlveda                   | Colòmbia · José Serpa · Alexander González                |
| 2006 | Argentina · Juan Curuchet · Walter Pérez          | Xile · Enzo Cesario · Luis Sepúlveda                   | Brasil · Hernandes Quadri Júnior · Mac Donald Fernandes   |
| 2007 | Estats Units · Brad Huff · Colby Pearce           | Xile · Gonzalo Miranda · Luis Sepúlveda                | Cuba · Michel Fernández · Yunier Alonso                   |
| 2008 | Canadà · Svein Tuft · Zachery Bell                | Xile · Gonzalo Miranda · Luis Sepúlveda                | Colòmbia · Carlos Urán · Armando Cárdenas                 |
| 2009 | Mèxic · Luis Macías · Ignacio Sarabia             | Brasil · Thiago Nardin · Marcos Novello                | República Dominicana · Rafael Germán · Benigno de la Cruz |
| 2010 | Colòmbia · Carlos Ospina · Weimar Roldán          | República Dominicana · Rafael Germán · Augusto Sánchez | Argentina · Marcos Crespo · Martín Ercila                 |
| 2011 | Xile · Antonio Cabrera · Cristopher Mansilla      | Colòmbia · Edwin Avila · Weimar Roldán                 | Mèxic · Diego Yepez · Cristian Medina                     |
| 2012 | Xile · Antonio Cabrera · Cristopher Mansilla      | Brasil · Armando Camargo · Thiago Nardin               | Equador · Byron Guamá · José Ragonessi                    |
| 2013 | Mèxic · Diego Yepez · Ramón Aguirre               | Argentina · Walter Pérez · Eduardo Sepúlveda           | Cuba · Jan Carlos Arias · Ramón Martín                    |
| 2014 | Estats Units · Jacob Duehring · Robert Lea        | Colòmbia · Jordan Parra · Jhonatan Restrepo            | Argentina · Walter Pérez · Marcos Crespo                  |
| 2015 | Estats Units · Jacob Duehring · Robert Lea        | Colòmbia · Juan Esteban Arango · Jhonatan Restrepo     | Xile · Luis Fernando Sepúlveda · Gonzalo Miranda          |
| 2016 | Xile · Antonio Cabrera · Edison Bravo             | Colòmbia · Eduardo Estrada · Jordan Parra              | Argentina · Rubén Ramos · Sebastián Trillini              |
| 2017 | Estats Units · Zachary Carlson · Zachary Kovalcik | Argentina · Tomás Contte · Sebastián Trillini          | Colòmbia · Edwin Ávila · Jordan Parra                     |

### Òmnium
| Any  | Campió              | 2n                   | 3r                 |
| 2007 | Brad Huff           | Juan Arango          | Jorge Pérez        |
| 2008 | Carlos Urán         | Zachary Bell         | Angel Darío Colla  |
| 2009 | Rubén Campanioni    | Pablo Seisdedos      | Ángel Darío Colla  |
| 2010 | Carlos Urán         | Rubén Campanioni     | Luis Mansilla      |
| 2011 | Luis Mansilla       | Carlos Linares       | Carlos Urán        |
| 2012 | Walter Pérez        | Carlos Linares       | Robert Lea         |
| 2013 | Fernando Gaviria    | José Alfredo Aguirre | Pablo Seisdedos    |
| 2014 | Sebastián Molano    | Cristopher Mansilla  | Rémi Pelletier-Roy |
| 2015 | Juan Esteban Arango | Ignacio Prado        | Rémi Pelletier-Roy |
| 2016 | Aidan Caves         | Julio Padilla        | Zak Kovalcik       |
| 2017 | Ignacio Prado       | Aidan Caves          | Tomás Contte       |

## Palmarès femení

### 500 m. contrarellotge
| Any  | Campió           | 2n               | 3r                   |
| 2000 | Daniela Larreal  | Lori-Ann Muenzer | Yumari González      |
| 2001 | Yumari González  | Daniela Larreal  | Diana García         |
| 2004 | Tanya Lindenmuth | Yumari González  | Diana García         |
| 2005 | Lisandra Guerra  | Nancy Contreras  | Yumari González      |
| 2006 | Lisandra Guerra  | Angie González   | Diana García         |
| 2007 | Lisandra Guerra  | Diana García     | Angie González       |
| 2008 | Diana García     | Paola Muñoz      | Cinthia Martínez     |
| 2009 | Lisandra Guerra  | Diana García     | Cari Higgins         |
| 2010 | Lisandra Guerra  | Monique Sullivan | Nancy Contreras      |
| 2011 | Lisandra Guerra  | Juliana Gaviria  | Cristin Walker       |
| 2012 | Lisandra Guerra  | Juliana Gaviria  | Elisabeth Carlson    |
| 2013 | Lisandra Guerra  | Juliana Gaviria  | Madalyn Godby        |
| 2014 | Lisandra Guerra  | Juliana Gaviria  | María Esthela Vilera |
| 2015 | Jessica Salazar  | Juliana Gaviria  | Lisandra Guerra      |
| 2016 | Jessica Salazar  | Martha Bayona    | Juliana Gaviria      |
| 2017 | Jessica Salazar  | Martha Bayona    | Mandy Marquardt      |

### Keirin
| Any  | Campió           | 2n               | 3r                   |
| 2004 | Diana García     | Yumari González  | Tanya Lindenmuth     |
| 2005 | Daniela Larreal  | Lisandra Guerra  | Diana García         |
| 2006 | Lisandra Guerra  | Angie González   | Diana García         |
| 2007 | Jennie Reed      | Lisandra Guerra  | Nancy Contreras      |
| 2008 | Diana García     | Maritza Ceballos | Diana Almada         |
| 2009 | Lisandra Guerra  | Diana García     | Cari Higgins         |
| 2010 | Lisandra Guerra  | Daniela Larreal  | Diana García         |
| 2011 | Lisandra Guerra  | Cristin Walker   | Monique Sullivan     |
| 2012 | Monique Sullivan | Daniela Gaxiola  | Jennifer Valente     |
| 2013 | Lisandra Guerra  | Juliana Gaviria  | María Esthela Vilera |
| 2014 | Monique Sullivan | Gabriela Yumi    | Daniela Larreal      |
| 2015 | Monique Sullivan | Martha Bayona    | Jessica Salazar      |
| 2016 | Daniela Gaxiola  | Juliana Gaviria  | Martha Bayona        |
| 2017 | Martha Bayona    | Mandy Marquardt  | Daniela Gaxiola      |

### Velocitat individual
| Any  | Campió            | 2n               | 3r                     |
| 1990 | Gabriela Riquelme | Yacel Ojeda      | Janeth Burgos          |
| 2000 | Lori-Ann Muenzer  | Daniela Larreal  | Yumari González        |
| 2001 | Daniela Larreal   | Yumari González  | Diana García           |
| 2004 | Tanya Lindenmuth  | Yumari González  | Diana García           |
| 2005 | Diana García      | Lisandra Guerra  | Angie González         |
| 2006 | Diana García      | Lisandra Guerra  | Angie González         |
| 2007 | Lisandra Guerra   | Jennie Reed      | Diana García           |
| 2008 | Diana García      | Maritza Ceballos | María Fernanda Jiménez |
| 2009 | Lisandra Guerra   | Diana García     | Cari Higgins           |
| 2010 | Lisandra Guerra   | Diana García     | Daniela Larreal        |
| 2011 | Lisandra Guerra   | Monique Sullivan | Daniela Larreal        |
| 2012 | Monique Sullivan  | Lisandra Guerra  | Daniela Gaxiola        |
| 2013 | Lisandra Guerra   | Juliana Gaviria  | Gleidimar Tapia        |
| 2014 | Lisandra Guerra   | Monique Sullivan | Daniela Larreal        |
| 2015 | Monique Sullivan  | Juliana Gaviria  | Lisandra Guerra        |
| 2016 | Jessica Salazar   | Yuli Verdugo     | Daniela Gaxiola        |
| 2017 | Daniela Gaxiola   | Yuli Verdugo     | Madalyn Godby          |

### Velocitat per equips
| Any  | Campió                                            | 2n                                                 | 3r                                              |
| 2007 | Veneçuela · Karelia Machado · Angie González      | Cuba · Lisandra Guerra · Yumari González           | Mèxic                                           |
| 2008 | Colòmbia · Diana García · Maritza Ceballos        | Xile · Paola Muñoz · Daniela Guajardo              | Uruguai · Cinthia Martínez · Johana Bracco      |
| 2009 | Colòmbia · Diana García · Sol Roa                 | Canadà · Monique Sullivan · Tara Whitten           | Mèxic · Nancy Contreras · Stephany Tinajero     |
| 2010 | Cuba · Lisandra Guerra · Arianna Herrera          | Colòmbia · Diana García · Juliana Gaviria          | Mèxic · Nancy Contreras · Daniela Gaxiola       |
| 2011 | Colòmbia · Diana García · Juliana Gaviria         | Veneçuela · María Estela Vilera · Daniela Larreal  | Cuba · Lisandra Guerra · Arianna Herrera        |
| 2012 | Veneçuela · Daniela Larreal · María Estela Vilera | Estats Units · Elisabeth Carlson · Dana Feiss      | Colòmbia · Diana García · Juliana Gaviria       |
| 2013 | Colòmbia · Juliana Gaviria · Martha Bayona        | Cuba · Lisandra Guerra · Laura Arias               | Veneçuela · Marynés Prada · Gleidimar Tapia     |
| 2014 | Colòmbia · Juliana Gaviria · Diana García         | Veneçuela · María Esthela Vilera · Daniela Larreal | Cuba · Lisandra Guerra · Marlies Mejías         |
| 2015 | Mèxic · Daniela Gaxiola · Jessica Salazar         | Colòmbia · Juliana Gaviria · Martha Bayona         | Canadà · Monique Sullivan · Kate O'Brien        |
| 2016 | Mèxic · Jessica Salazar · Yuli Verdugo            | Colòmbia · Juliana Gaviria · Martha Bayona         | Estats Units · Mandy Marquardt · Madalyn Godby  |
| 2017 | Estats Units · Madalyn Godby · Mandy Marquardt    | Canadà · Stephanie Roorda · Amelia Walsh           | Veneçuela · Mariaesthela Vilera · Yolimar Pérez |

### Persecució individual
| Any  | Campió            | 2n                 | 3r                   |
| 1988 | Martha Ligia Maya |                    |                      |
| 1990 | Adriana Muriel    | Tatiana Fernández  | Odalys Tomps         |
| 2000 | Erin Carter       | Dania Pérez        | Mandy Poitras        |
| 2001 | María Luisa Calle | Belem Guerrero     | Yuliet Rodríguez     |
| 2004 | Yoanka González   | Sarah Uhl          | Dayana Chirinos      |
| 2005 | María Luisa Calle | Kristin Armstrong  | Erin Mirabella       |
| 2006 | María Luisa Calle | Yoanka González    | Yudelmis Domínguez   |
| 2007 | María Luisa Calle | Danielys García    | Dalila Rodríguez     |
| 2008 | Dotsie Bausch     | Ana Bernal         | Valeria Müller       |
| 2009 | Tara Whitten      | Dalila Rodríguez   | Yudelmis Domínguez   |
| 2010 | Sarah Hammer      | María Luisa Calle  | Dalila Rodríguez     |
| 2011 | María Luisa Calle | Yudelmis Domínguez | Marlies Mejías       |
| 2012 | María Luisa Calle | Marlies Mejías     | Elizabeth Newell     |
| 2013 | Marlies Mejías    | Yudelmis Domínguez | Elizabeth Newell     |
| 2014 | Jasmin Glaesser   | Marlies Mejías     | María Luisa Calle    |
| 2015 | Jennifer Valente  | Kelly Catlin       | Annie Foreman-Mackey |
| 2016 | Kelly Catlin      | Marlies Mejías     | Jasmin Glaesser      |
| 2017 | Kelly Catlin      | Kinley Gibson      | Mailín Sánchez       |

### Persecució per equips
| Any  | Campiones                                                                           | 2es                                                                               | 3es                                                                           |
| 2008 | Colòmbia · Laura Lozano · Ana Bernal · Sandra Gómez                                 | Argentina · Valeria Pintos · Cristina Greve · Alejandra Alliegro                  |                                                                               |
| 2009 | Cuba · Yumari González · Dalila Rodríguez · Yudelmis Domínguez                      | Colòmbia · Lorena Vargas · Serika Guluma · Laura Lozano                           | Canadà · Laurie Dupont · Tara Whitten · Laura Brown                           |
| 2010 | Estats Units · Sarah Hammer · Lauren Tamayo · Dotsie Bausch                         | Cuba · Yumari González · Dalila Rodríguez · Yudelmis Domínguez                    | Colòmbia · María Luisa Calle · Lorena Vargas · Natalia Muñoz                  |
| 2011 | Cuba · Yoanka González · Yudelmis Domínguez · Marlies Mejías                        | Veneçuela · Angie González · Danielys García · Lilibeth Chacón                    | Colòmbia · Serika Gulumá · Lorena Vargas · Adriana Tovar                      |
| 2012 | Canadà · Allison Beveridge · Stephanie Roorda · Laura Brown                         | Veneçuela · Angie González · Danielys García · Lilibeth Chacón                    | Estats Units · Jennifer Valente · Cari Higgins · Elizabeth Newell             |
| 2013 | Cuba · Yudelmis Domínguez · Marlies Mejías · Arlenis Sierra                         | Colòmbia · María Luisa Calle · Seriká Gulumá · Milena Salcedo                     | Veneçuela · Jennifer César · Angie González · Danielys García                 |
| 2014 | Estats Units · Jennifer Valente · Amber Gaffney · Elizabeth Newell · Kimberly Geist | Cuba · Yudelmis Domínguez · Marlies Mejías · Yumari González · Yoanka González    | Veneçuela · Jennifer César · Angie González · Lilibeth Chacón · Zuralmy Rivas |
| 2015 | Estats Units · Jennifer Valente · Kelly Catlin · Sarah Hammer · Ruth Winder         | Canadà · Allison Beveridge · Stephanie Roorda · Kirsti Lay · Annie Foreman-Mackey | Xile · Flor Palma · Daniela Guajardo · Denisse Ahumada · Valentina Monsalve   |
| 2016 | Canadà · Jasmin Glaesser · Ariane Bonhomme · Kinley Gibson · Jamie Gilgen           | Mèxic · Yarely Salazar · Mayra Rocha · Sofía Arreola · Jessica Bonilla            | Xile · Javiera Reyes · Constanza Paredes · Carolina Oyarzo · Paola Muñoz      |
| 2017 | Canadà · Ariane Bonhomme · Kinley Gibson · Devaney Collier · Meghan Grant           | Mèxic · Sofía Arreola · Yareli Salazar · Jessica Bonilla · Mayra Rocha            | Cuba · Arlenis Sierra · Marlies Mejías · Mailín Sánchez · Yeima Torres        |

### Cursa per punts
| Any  | Campió             | 2n                 | 3r                |
| 1990 | Odalys Tomps       | Isabel León        | Gabriela Riquelme |
| 2000 | Dania Pérez        | Yoanka González    | Erin Carter       |
| 2001 | Belem Guerrero     | Yuliet Rodríguez   | Dayana Chirinos   |
| 2004 | Sandra Gómez       | Amelia Blanco      | Dayana Chirinos   |
| 2005 | Erin Mirabella     | Yudelmis Domínguez | Yumari González   |
| 2006 | Yoanka González    | Cristina Greve     | Mónica Méndez     |
| 2007 | Belem Guerrero     | Sandra Gómez       | Yoanka González   |
| 2008 | Yoanka González    | Belem Guerrero     | Valeria Müller    |
| 2009 | Yumari González    | Paola Muñoz        | Tara Whitten      |
| 2010 | Theresa Cliff-Ryan | Lorena Vargas      | Danielys García   |
| 2011 | Lilibeth Chacón    | Arlenis Sierra     | Cari Higgins      |
| 2012 | Paola Muñoz        | Danielys García    | Daniela Guajardo  |
| 2013 | Yudelmis Domínguez | María Luisa Calle  | Danielys García   |
| 2014 | Jasmin Glaesser    | Arlenis Sierra     | María Luisa Calle |
| 2015 | Stephanie Roorda   | Kimberly Geist     | Arlenis Sierra    |
| 2016 | Jasmin Glaesser    | Arlenis Sierra     | Arianne Bonhomme  |
| 2017 | Jennifer Valente   | Angie González     | Stephanie Roorda  |

### Scratch
| Any  | Campió            | 2n                | 3r                 |
| 2004 | Yumari González   | Dayana Chirinos   | Paola Muñoz        |
| 2005 | Yumari González   | Mandy Poitras     | Gina Grain         |
| 2006 | Yumari González   | Yoanka González   | Karelia Machado    |
| 2007 | Elizabeth Agudelo | Jessica Jurado    | Janildes Fernandez |
| 2008 | Yoanka González   | Paola Muñoz       | Laura Lozano       |
| 2009 | Yumari González   | Cari Higgins      | Paola Muñoz        |
| 2010 | Yumari González   | Sofía Arreola     | Paola Muñoz        |
| 2011 | Yoanka González   | Lorena Vargas     | Ingrid Drexel      |
| 2012 | Lilibeth Chacón   | Daniela Guajardo  | Jennifer Valente   |
| 2013 | Elizabeth Newell  | Milena Salcedo    | Yudelmis Domínguez |
| 2014 | Arlenis Sierra    | Yareli Salazar    | Daniela Guajardo   |
| 2015 | Jennifer Valente  | Allison Beveridge | Arlenis Sierra     |
| 2016 | Yarely Salazar    | Paola Muñoz       | Arlenis Sierra     |
| 2017 | Jennifer Valente  | Marlies Mejías    | Allison Beveridge  |

### Òmnium
| Any  | Campió           | 2n                | 3r                |
| 2009 | Tara Whitten     | Dalila Rodríguez  | Paola Muñoz       |
| 2010 | Sarah Hammer     | Angie González    | María Luisa Calle |
| 2011 | Marlies Mejías   | María Luisa Calle | Cari Higgins      |
| 2012 | Marlies Mejías   | Angie González    | Elizabeth Newell  |
| 2013 | Marlies Mejías   | Angie González    | Elizabeth Newell  |
| 2014 | Gillian Carleton | Marlies Mejías    | Jennifer Valente  |
| 2015 | Sarah Hammer     | Allison Beveridge | Angie González    |
| 2016 | Marlies Mejías   | Yarely Salazar    | Lorena Colmenares |
| 2017 | Jennifer Valente | Yarely Salazar    | Angie González    |

### Madison
| Any  | Campiones                                     | 2es                                             | 3es                                 |
| 2017 | Canadà · Allison Beveridge · Stephanie Roorda | Estats Units · Kimberly Geist · Kimberly Zubris | Mèxic · Sofía Arreola · Mayra Rocha |